# Лавлок (Невада)
Лавлок (англ. Lovelock) — місто (англ. city) в США, в окрузі Першинґ штату Невада. Населення — 1805 осіб (2020).

## Географія
Лавлок розташований за координатами 40°10′44″ пн. ш. 118°28′39″ зх. д. / 40.17889° пн. ш. 118.47750° зх. д. (40.178758, -118.477535).  За даними Бюро перепису населення США в 2010 році місто мало площу 2,20 км², уся площа — суходіл.

## Демографія
Згідно з переписом 2010 року, у місті мешкали 1894 особи в 768 домогосподарствах у складі 480 родин. Густота населення становила 859 осіб/км².  Було 945 помешкань (429/км²).
Расовий склад населення:
| - 75,8 % — білих - 7,9 % — корінних американців - 1,4 % — азіатів - 0,4 % — вихідців з тихоокеанських островів - 0,3 % — чорних або афроамериканців - 8,7 % — осіб інших рас |

До двох чи більше рас належало 5,5 %. Частка іспаномовних становила 25,3 % від усіх жителів.
За віковим діапазоном населення розподілялося таким чином: 28,7 % — особи молодші 18 років, 55,4 % — особи у віці 18—64 років, 15,9 % — особи у віці 65 років та старші. Медіана віку мешканця становила 38,4 року. На 100 осіб жіночої статі у місті припадало 100,4 чоловіків;  на 100 жінок у віці від 18 років та старших — 100,9 чоловіків також старших 18 років.
Середній дохід на одне домашнє господарство  становив 46 905 доларів США (медіана — 34 286), а середній дохід на одну сім'ю — 53 091 долар (медіана — 41 528). Медіана доходів становила 55 149 доларів для чоловіків та 32 361 долар для жінок. За межею бідності перебувало 24,1 % осіб, у тому числі 37,2 % дітей у віці до 18 років та 10,3 % осіб у віці 65 років та старших.
Цивільне працевлаштоване населення становило 989 осіб. Основні галузі зайнятості: сільське господарство, лісництво, риболовля — 18,5 %, освіта, охорона здоров'я та соціальна допомога — 18,3 %, роздрібна торгівля — 11,8 %, будівництво — 11,8 %.